# لخ نی
لخ نی (انگلیسی: Lough Neagh) یک دریاچه بزرگ آب شیرین در ایرلند شمالی است که بزرگترین دریاچه بر اساس مساحت (با مساحت ۱۵۱ مایل مربع (۳۹۲ کیلومتر مربع)) در جزایر بریتانیا محسوب می‌شود و ۴۰٪ آب ایرلند شمالی را تأمین می‌کند. رودهای اصلی که به آن می‌ریزند رود بان و رود بلک‌واتر هستند و رود بان سفلی از آن خارج می‌شود.